# Leszek Drogosz

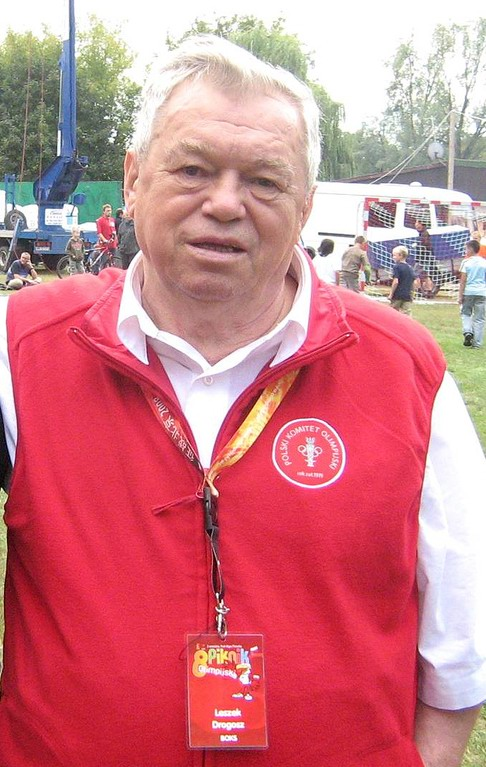
Leszek Drogosz.

Leszek Melchior Drogosz (Kielce, 6 januari 1933 – 6 september 2012) was een Pools bokser en acteur.
Hij won drie keer goud tijdens de Europese Amateur Bokskampioenschappen (1953, 1955 en 1959). Hij deed mee aan de Olympische Spelen van 1952 in Helsinki, 1956 in Melbourne en in Rome 1960. Tijdens zijn laatste Olympische optreden won hij brons. Hij was acht keer Pools kampioen (1953, 1954, 1955, 1958, 1960, 1961, 1964 en 1967). Zijn bijnaam was "Bulakow".
Na zijn bokscarrière werd hij acteur en speelde hij in vijftien Poolse films.
In 1992 ontving hij de Aleksander Reksza Boxing Award.

## Filmografie
- 1966: Bokser - bokser Jarek Walczak
- 1969: Znaki na drodze – Stefan Jaksonek
- 1969: Polowanie na muchy
- 1969: Co jest w człowieku w środku
- 1970: Martwa fala – radiotelegraaf Karol
- 1970: Krajobraz po bitwie
- 1971: Kryształ – bokstrainer
- 1971: Brylanty pani Zuzy
- 1977: Sam na sam
- 1978: Papa Stamm
- 1983: Sześć milionów sekund
- 1985: Sam pośród swoich – bokser Janusz Dolak
- 1997: Pokój 107 – trainer Marzeny
- 2007: Dwie strony medalu
- 2009: Moja krew – bokser